# 頭圍 (大字)
頭圍，是台灣宜蘭縣頭城鎮的一個傳統地域名稱，是全鎮核心聚落，位於該鎮南半部的中央偏東地帶。相較於今日行政區，其範圍大致為包括城東里不含東南部凸出部分、城南里西北大半部、城西里東半部、城北里不含最北端。

## 歷史
台灣清治末期，頭圍地區為一街庄，稱為「頭圍街」，隸屬於頭圍堡。該街東南與大坑罟庄為鄰，西南與新興庄為鄰，西北邊東北邊為拔雅林庄。
1901年（日治明治三十四年）11月，廢縣廳改設二十廳，該街隸屬於宜蘭廳，編入第五區。1905年（明治三十八年）7月，第五區改名「頭圍區」。1909年（明治四十二年）10月，合併二十廳為十二廳，該街仍隸屬於宜蘭廳。1920年（大正九年），廢十二廳改設五州二廳，該街改制為「頭圍」大字，隸屬於臺北州宜蘭郡頭圍庄。
戰後頭圍庄改制為頭圍鄉，隸屬於臺北縣，大字亦改制為村。1946年9月，頭圍鄉更名為頭城鄉。1948年再改制為頭城鎮，村改制為里。1950年10月，北、基、宜分治，頭城鎮改隸屬於宜蘭縣。

## 交通
台鐵宜蘭線是台灣東北部鐵路幹線，大致北北東—南南西走向經過頭圍地區西北部。境內設有頭城車站，屬三等站，停靠部分普悠瑪號、太魯閣號、自強號列車及全部莒光號列車、區間車。由此可前往台鐵沿線各地。
省道台2線（青雲路三段）是台灣濱海公路系統之一，其中基隆至蘇澳路段又稱為「北部濱海公路」，大致以東北—西南走向經過頭圍地區東南部。由該道路向東北轉西可前往貢寮、瑞芳、基隆等地，往西南轉東南再轉南可前往壯圍、五結、蘇澳等地。
鄉道宜3線（吉祥路）是城西至二城的道路，其東北側端點位於本地區西南側開蘭路口。由此向西北經拔雅工業區後轉西南可前往頂福成、大金面、小金面、二城並止於省道台9線路口。

## 文化資產
- 盧纘祥故宅（縣定古蹟）
- 盧纘祥故宅前池塘（縣定古蹟）
- 頭城鎮老紅長興（縣定古蹟）
- 頭城鎮新長興樹記（縣定古蹟）
- 頭城鎮南北門福德祠（縣定古蹟）
- 頭城鎮十三行（縣定古蹟）
- 頭城慶元宮（縣定古蹟）

## 其他廟宇
- 頭城開成寺城隍廟